# Memories (The Wilde Flowers)
Memories è un brano inciso sul lato B (sul lato A è inciso il brano I'm a Believer) del singolo del cantante e musicista britannico Robert Wyatt, pubblicato dalla Virgin Records nel 1974.

## Il brano
Memories fu composta da Hugh Hopper negli anni sessanta per il gruppo The Wilde Flowers, nel quale suonava il basso con Wyatt alla voce e alla batteria.
È una struggente canzone d'amore adatta allo stile e alla voce di Wyatt, che la interpretò in questo singolo pochi mesi dopo l'incidente che lo rese paraplegico. Non poté quindi come nelle versioni precedenti suonare la batteria, affidata a Nick Mason dei Pink Floyd, ma oltre a cantare contribuì suonando il piano e le tastiere. La formazione era completata da Richard Sinclair al basso e Fred Frith alla chitarra.

## Altre versioni

### Con Robert Wyatt
Nelle versioni precedenti all'incidente del 1º giugno 1973, Wyatt cantava e suonava la batteria:
- La prima versione fu registrata nel 1966 da The Wilde Flowers, e fu pubblicata nel 1994 dalla Voiceprint Records nell'omonimo album The Wilde Flowers.[4]
- Il demo del 1967 dei Soft Machine fu pubblicato nel 1971 nell'album Faces and Places Vol. 7 dalla BYG Records.[5]
- La versione incisa sull'album Banana Moon di Daevid Allen, fu registrata e pubblicata dalla BYG Actuel nel 1971.[6]

Nel periodo in cui fu inciso il 45 giri I'm a Believer / Memories, il ritorno sulle scene dopo l'incidente venne festeggiato con un concerto in un teatro londinese da un grande gruppo di amici di Wyatt. Nell'occasione fu suonata una versione di Memories. Il concerto sarebbe stato pubblicato nel 2005 dalla Hannibal Records nell'album Theatre Royal Drury Lane 8th September 1974, attribuito a Robert Wyatt & Friends

### Con Whitney Houston
Tra le varie altre versioni pubblicate, particolarmente significativa è quella che compare nell'album One Down dei Material di Bill Laswell, pubblicato dalla Elektra Records nel 1982. In tale occasione la parte vocale venne affidata alla diciannovenne Whitney Houston, in una delle sue prime incisioni come cantante solista, mentre il sax fu suonato da Archie Shepp. Il brano fece subito scoprire il grande talento della Houston, la cui interpretazione è stata definita dal critico musicale Doyle Greene una delle migliori parti vocali del soul pop. La versione dei Materials fu registrata in 4/4, mentre la versione originale era in 6/8.
Dopo la sua morte, l'interpretazione della Houston nel brano dei Materials fu utilizzata dalla cantante malese Siti Nurhaliza. Il duetto "digitale" tra le due artiste fu registrato inserendo la parte vocale della Houston pre-registrata durante un concerto dal vivo della Nurhaliza dell'aprile 2016.

### Mars Volta
La canzone è stata interpretata anche dal gruppo rock statunitense The Mars Volta, il DVD relativo è stato inserito come bonus track nell'edizione giapponese dell'album The Bedlam in Goliath, pubblicata dalla Universal Records nel 2008.